# Okonek (gromada)
Okonek – dawna gromada, czyli najmniejsza jednostka podziału terytorialnego Polskiej Rzeczypospolitej Ludowej w latach 1954–1972.
Gromady, z gromadzkimi radami narodowymi (GRN) jako organami władzy najniższego stopnia na wsi, funkcjonowały od reformy reorganizującej administrację wiejską przeprowadzonej jesienią 1954 do momentu ich zniesienia z dniem 1 stycznia 1973, tym samym wypierając organizację gminną w latach 1954–1972.
Gromadę Okonek z siedzibą GRN w mieście Okonku (nie wchodzącym w jej skład) utworzono – jako jedną z 8759 gromad na obszarze Polski – w powiecie szczecineckim w woj. koszalińskim na mocy uchwały nr 43/54 WRN w Koszalinie z dnia 5 października 1954. W skład jednostki weszły obszary dotychczasowych gromad Barkniewko, Brokęcino, Podgaje, Chwalimie i Łomczewo ze zniesionej gminy Okonek w tymże powiecie. Dla gromady ustalono 13 członków gromadzkiej rady narodowej.
31 grudnia 1959 do gromady Okonek włączono obszar zniesionej gromady Pniewo w tymże powiecie.
1 stycznia 1969 do gromady Okonek włączono miejscowości Anielin, Dolnik i Rydzynka o łącznej powierzchni 3839 ha z miasta Okonek w tymże powiecie.
31 grudnia 1971 do gromady Okonek włączono obszar zniesionej gromady Lotyń (bez wsi Wilcze Laski i Wojnowo) w tymże powiecie.
Gromada przetrwała do końca 1972 roku, czyli do kolejnej reformy gminnej. 1 stycznia 1973 w powiecie szczecineckim reaktywowano gminę Okonek (zniesioną w 1994 roku (od 1999 gmina Okonek znajduje się w powiecie złotowskim w woj. wielkopolskim).